# Edjing

edjing - серия мобильных программ для микширования музыки.

## Базовые функции
Вся линейка программ имеет возможность добавления двух пластинок с музыкой.
Присутствуют несколько разделов с эффектами.
| Раздел            | Эффекты                                                          |
| ----------------- | ---------------------------------------------------------------- |
| FX                | Ревербрация, эхо, раздвоение                                     |
| Сэмплер (Sampler) | 16 видов звуковых эффектов (например, звук монетки, крик, лазер) |
| Луп (Loop)        | Зацикливание фрагмента мелодии (от 1/32 до 64 тактов)            |
| EQ                | Настройки звучания (всего четыре ползунка)                       |
| Hot Cues          | Пометки с определённым тактом в композиции                       |

Присутствуют также такие функции, как синхронизация, ускорение/замедление трека, «Cue».

## Дополнительные функции
Все приложения этой сетки имеют встроенные покупки. В приложении «edjing mix» с помощью неё можно разблокировать бо́льшее количество эффектов, а также особенный стиль приложения с разной расцветкой.

## Цель программы
Разрушите барьеры для входа в музыкальное творение и помогите любителям музыки улучшить свои навыки, независимо от их уровня.

Познакомьтесь с edjing Mix, чтобы начать микшировать, edjing Pro, чтобы вывести свою практику диджеинга на новый уровень, и Mixfader DJ, чтобы улучшить технику скретчинга— MWM, edjing

## Награды
| Сервис      | Награды                                                                     |
| ----------- | --------------------------------------------------------------------------- |
| Google Play | - The Best of 2013 - The Best of 2014 - The Best of 2015 - The Best of 2016 |
| App Store   | - The Best of 2015 - Featured on iPhone 7 website                           |